# Nattfödd
Nattfödd – czwarty album studyjny folk metalowej grupy Finntroll, wydany 19 kwietnia 2004 przez Century Media Records.
Na tej płycie zaznacza się zmiana muzycznego kierunku grupy - na nieco spokojniejszy, przypominający niektóre utwory z pierwszej płyty, Midnattens Widunder; zawiera ona również elementy akustyczne i ambientowe, podobnie jak poprzedni album, Visor om Slutet, mimo tego, stanowi jednak w większej części powrót do black i folk metalowych korzeni zespołu.

## Spis utworów
| Nr  | Tytuł utworu                | Długość |
| --- | --------------------------- | ------- |
| 1.  | „Vindfärd / Människopesten” | 5:36    |
| 2.  | „Eliytres”                  | 3:46    |
| 3.  | „Fiskarens Fiende”          | 3:47    |
| 4.  | „Trollhammaren”             | 3:32    |
| 5.  | „Nattfödd”                  | 4:51    |
| 6.  | „Ursvamp”                   | 2:02    |
| 7.  | „Marknadsvisan”             | 1:59    |
| 8.  | „Det Iskalla Trollblod”     | 3:54    |
| 9.  | „Grottans Barn”             | 4:36    |
| 10. | „Rök”                       | 2:23    |
|     |                             | 36:26   |

## Listy sprzedaży
| Lista  | Kraj      | Pozycja |
| ------ | --------- | ------- |
| Top 60 | Finlandia | 22      |